# Buzzov•en
Buzzov•en est un groupe de sludge metal américain, originaire de Charlotte, en Caroline du Nord. Formé en 1990, le groupe est pionnier du genre.

## Biographie
Buzzov•en est formé en 1990, et considéré avec Down et Acid Bath comme un des pionniers de la scène sludge. Leur premier album, sorti en 1993, les fait remarquer par le label Roadrunner qui publie leur deuxième album, Sore, l'année suivante en 1994, qui est bien accueilli par la presse spécialisée. Après avoir été viré de ce label, le groupe entame une période d'instabilité qui se termina avec la sortie de ...at a Loss en 1998, et une séparation l'année suivante,,.
Après la séparation du groupe, Kirk Fisher entame une carrière solo dans la musique country/folk. « Dixie » Collins fonde Weedeater et joue aussi avec Bongzilla et Sourvein.
En 2010, la formation de ...at a Loss se reforme pour donner quelques dates avant de se séparer de nouveau. Kirk Fisher  reforme régulièrement le groupe mais souffrant de trouble bipolaire et d'addiction au crack, la carrière du groupe est chaotique et le groupe annule régulièrement ses concerts. En 2014, ils sont annoncés au Roadburn Festival avec K. Lloyd et The Disciples, mais la performance est annulée car Lloyd est diagnostiqué de trouble bipolaire et emmené à l'hôpital.
↑

## Membres

### Membres actuels
- Kirk Fisher - chant, guitare (1990-1999, depuis 2010)
- Ramzi Ateye - chant, guitare (1996-1999, depuis 2010)
- « Dixie » Dave Collins - basse (1997-1999, depuis 2010)
- Mike « Sleepy » Floyd - guitare (depuis 2011)

### Anciens membres
- Craig Baker - guitare (1996-1997)
- Mykull Davidson - samples (1992-1996)
- Johnny Brito - guitare (1994-1996)
- Mike « Sleepy » Floyd - guitare (1990-1991)
- Ashley Williamson - basse (1991-1995)
- Mike « Sleepy » Floyd - batterie (1992-1995)
- Buddy Apostolis - guitare (1992-1994)
- Dennis Woolard - guitare (1992-1992)
- Scott Majors - batterie (1990-1992)
- Fred Hutch - basse (1990-1991)

## Discographie

### Albums studio
- 1993 : To a Frown
- 1994 : Sore
- 1998 : ...at a Loss
- 2011 : Revelation: Sick Again

### Compilations
- 2005 : Welcome to Violence